# Edwartiothamnus
Edwartiothamnus là một chi thực vật có hoa trong họ Cúc (Asteraceae).

## Loài
Chi Edwartiothamnus gồm các loài: